# Protest w Shahbag
Protest w Shahbag – ruch masowy, który rozpoczął się 5 lutego 2013 roku w Dhace, stolicy Bangladeszu. Celem protestu było doprowadzenie do egzekucji Abdula Kadera Molla i innych osób oskarżonych o kolaborację w wojnie o niepodległość w 1971.
Wybuch demonstracji związany jest z wyrokiem, który zapadł 5 lutego 2013 i według którego A.K.Molla odpowiedzialny jest za ludobójstwo, morderstwa i gwałty. Protestujący domagali się orzeczenia kary śmierci wobec wszystkich odpowiedzialnych za zbrodnie popełniane w czasie wojny narodowo-wyzwoleńczej.
Sąd najwyższy skazał Mollę na karę śmierci w grudniu 2013 r. Wyrok został wykonany 12 grudnia.